# Diocèse anglican de Jérusalem

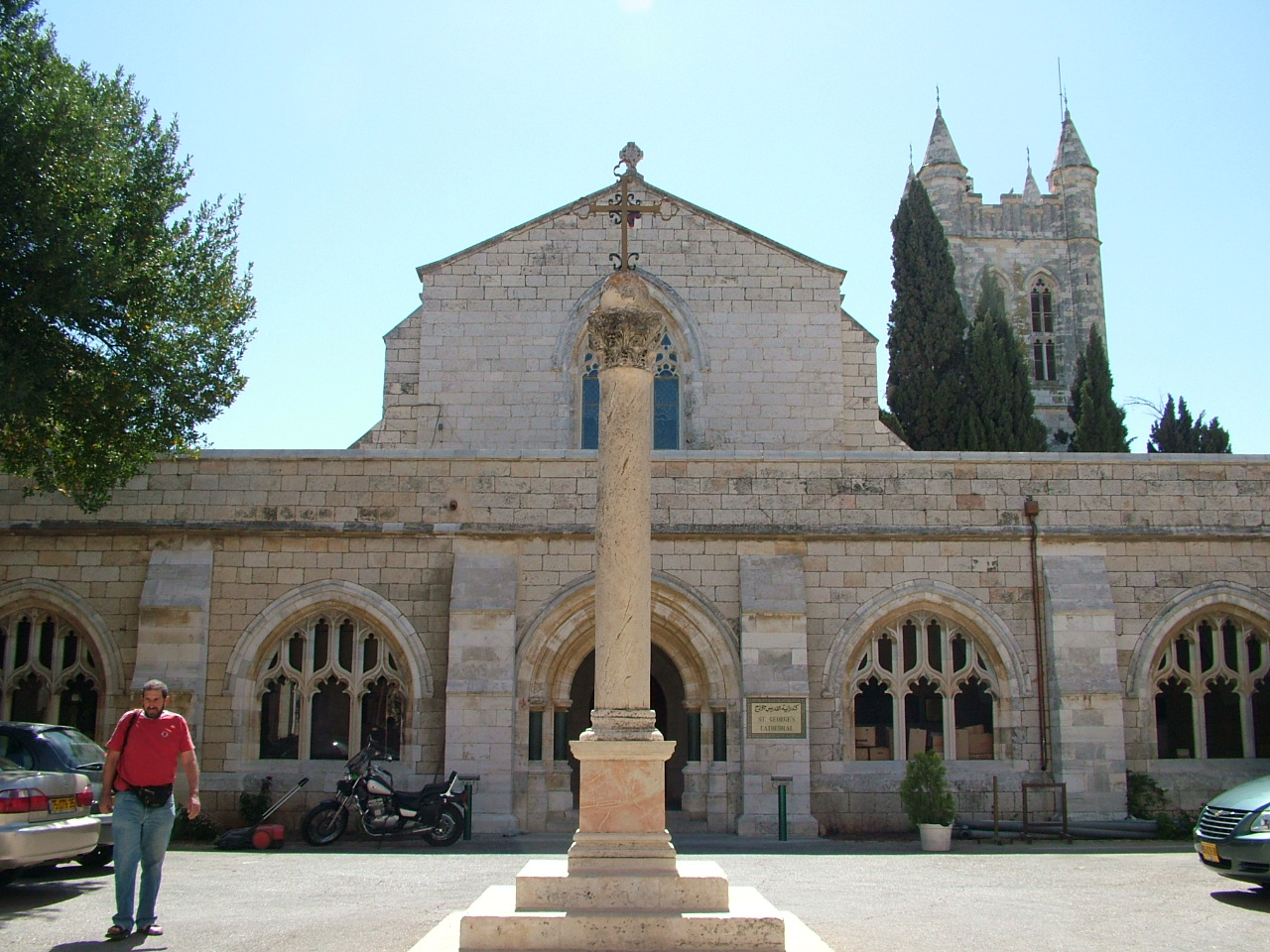
Cloître de la cathédrale Saint-Georges, Jérusalem est

Le diocèse épiscopal (anglican) de Jérusalem est une juridiction de la Communion anglicane appartenant à la province de l'Église épiscopale de Jérusalem et du Moyen-Orient. Son autorité s'étend sur Israël, les Territoires palestiniens, la Jordanie, le Liban et la Syrie. Son siège est la Cathédrale Saint-Georges de Jérusalem.
Suheil Salman Dawani est le quatorzième évêque épiscopal de Jérusalem depuis le 15 avril 2007.

## Histoire
Il a été fondé en 1841 sous la forme d'un Évêché protestant à Jérusalem en union avec l'Église protestante de Prusse. En 1845, la première église anglicane fut dédicacée près de la Porte de Jaffa. 
En 1881, l'Union avec les Prussiens fut dissoute, et le diocèse devint seulement anglican en 1887, centré sur la Cathédrale Saint-Georges. Le diocèse comprend des paroisses anglophones et arabophones. Il possède aussi des écoles et des services sociaux, en particulier en Israël et dans les territoires palestiniens.